# British Aerospace ATP
O British Aerospace ATP (do inglês: Advanced Turbo-Prop) foi um avião comercial produzido pela British Aerospace, introduzido nos anos 1980 como uma evolução do Hawker Siddeley HS 748, com uma nova aviônica, fuselagem alongada e novos motores. A crise de combustível e o aumento acerca do ruído das aeronaves levaram os executivos da British Aerospace a acreditar que havia mercado para uma aeronave de curto alcance, baixo ruído e eficiente em termos de combustível. Na época em que fora lançado no mercado, o segmento já era bem representado por projetos tais como o de Havilland Canada Dash 8, Fokker 50, ATR 42 e o ATR 72, sendo encerrada a produção dos ATP com apenas 64 unidades entregues.

## Projeto e desenvolvimento
A estrutura do HS 748 foi redesenhada com uma fuselagem mais comprida, com 26,01 metros (85,3 pé) e uma envergadura de 30,62 metros (100,5 pé). Outras modificações menores foram feitas ao nariz e a cauda; janelas menores também foram usadas. O motor do 748, Rolls-Royce Dart, foram substituídos pelo Pratt & Whitney Canada PW126, mais eficientes. Uma hélice personalizada de seis pás foi desenvolvida pela Hamilton Standard.
A aeronave voou pela primeira vez em Agosto de 1986 e entrou em serviço com a BMI British Midland em 1988. O modelo possuía um sistema avançado de instrumentos eletrônicos de voo na cabine, e tinha um bom desempenho em pistas curtas. Além destas virtudes, o ruído na decolagem era muito baixo. O único operador norte-americano do ATP em serviço regular de passageiros foi a Air Wisconsin voando como United Express para a United Airlines através de Codeshare.
No total, 64 aeronaves foram produzidas nas facilidades da BAe em Woodford e Prestwick, sendo sua estrutura e asas produzidas em Chadderton. A produção foi encerrada no ano de 1996 em Prestwick. O ATP pode acomodar entre 64 e 72 passageiros dependendo da configuração de assentos.
Em 2001 o projeto ATP Freighter permitiu que seis ATP fossem convertidos em cargueiros para a West Air Sweden. Usando uma modificação utilizada na porta de carga do HS 748, o ATPF pode carregar 30% mais carga que seu antecessor com um aumento de 10% no custo. O ATPF fez seu primeiro voo nas facilidades da West Air Sweden em Lidecopinga no dia 10 de Julho de 2002.

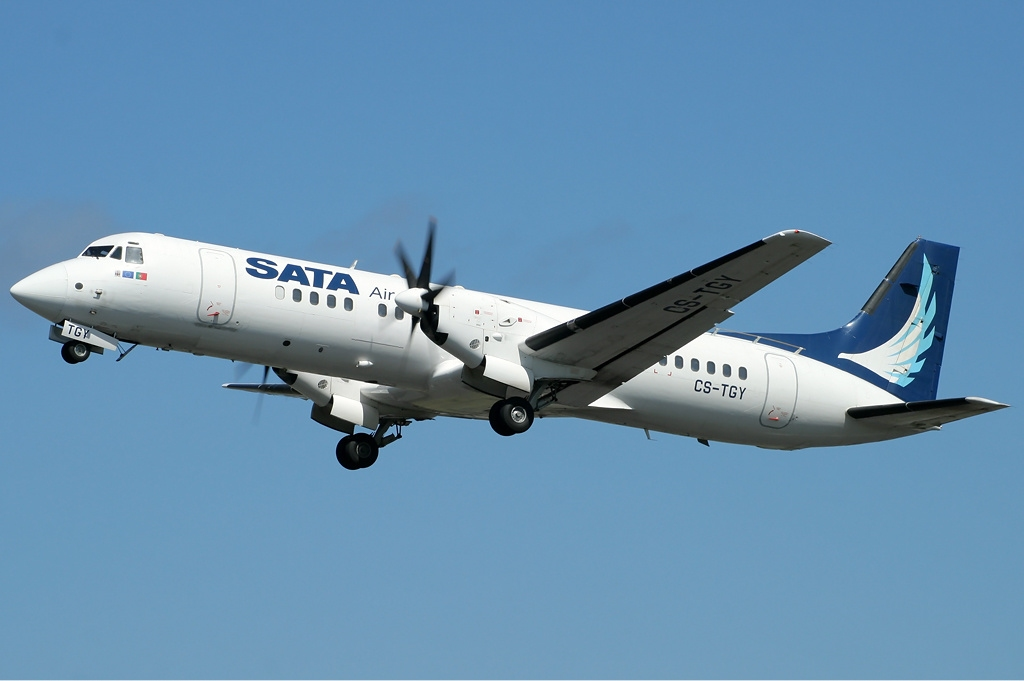
Um ATP em serviço pela SATA Air Açores visto no Aeroporto de Lajes em Abril de 2009.

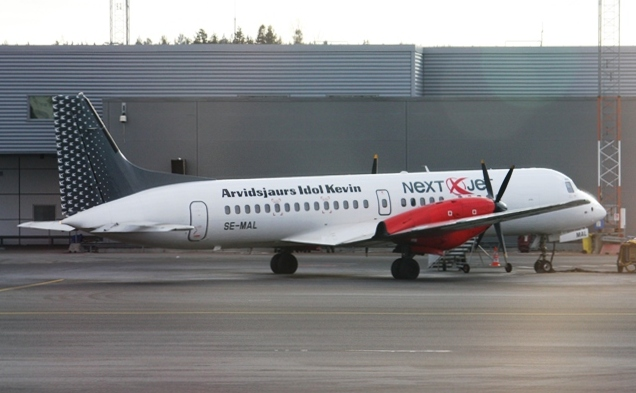
Um ATP em serviço pela NextJet. NextJet é o único operador remanescente da versão de passageiros do ATP

Em Novembro de 2011, um total de 40 ATP permaneciam em serviço com a West Air Sweden (12), Atlantic Airlines (12), NextJet (4), Deraya (2) e Air Go Airlines (1). A única empresa operando voos de passageiro com o ATP é a NextJet.

## Versões
Várias versões do ATP foram propostas e produzidas para uso militar e civil:
Jetstream 61
O British Aerospace Jetstream 61 foi uma derivação melhorada do ATP. Possuía um interior baseado no Jetstream 41 com uma cabine inovadora e um aumento na capacidade, de 64 para 70 assentos. Além  disso, este modelo incorporou o motor mais potente PW127 com pesos e alcance aumentados.
O primeiro voo foi realizado pelo protótipo original do ATL (número de série 2001) rematriculado como G-PLXI (LXI sendo o número romano 61) em 10 de Maio de 1994. Quatro aeronaves foram então produzidos como Jetstream 61 antes das operações de manufatura da British Aerospace se ajuntarem com a ATR como Aero International (Regional) em 26 de Janeiro de 1995. Com o já bem sucedido ATR 72 sendo agora parte da mesma gama de produtos, o Jetstream 61 foi imediatamente cancelado com todas as quatro aeronaves sendo destruídas em Woodford.
ATP Marítimo
Esta foi uma versão para uso militar naval, com radar de vigilância sob a fuselagem, sensor FLIR montado no nariz e bóias de sonar internas. Estações especiais para tripulantes também eram instalada, assim como uma opção de possuir até seis pilones de armas sob as asas e fuselagem. O ATP marítimo ficou conhecido posteriormente como BAe P.132. Nenhuma aeronave foi construída.
ATP-AEW
O AEW foi uma proposta realizada em 1986 para a Austrália, com dois radares EMI Skymaster no nariz e na cauda, similar em aparência com o Nimrod AEW.3. Nenhuma aeronave foi construída.
ATP-F
Versão cargueira. Algumas unidades foram convertidas ou construídas.

## Operadores

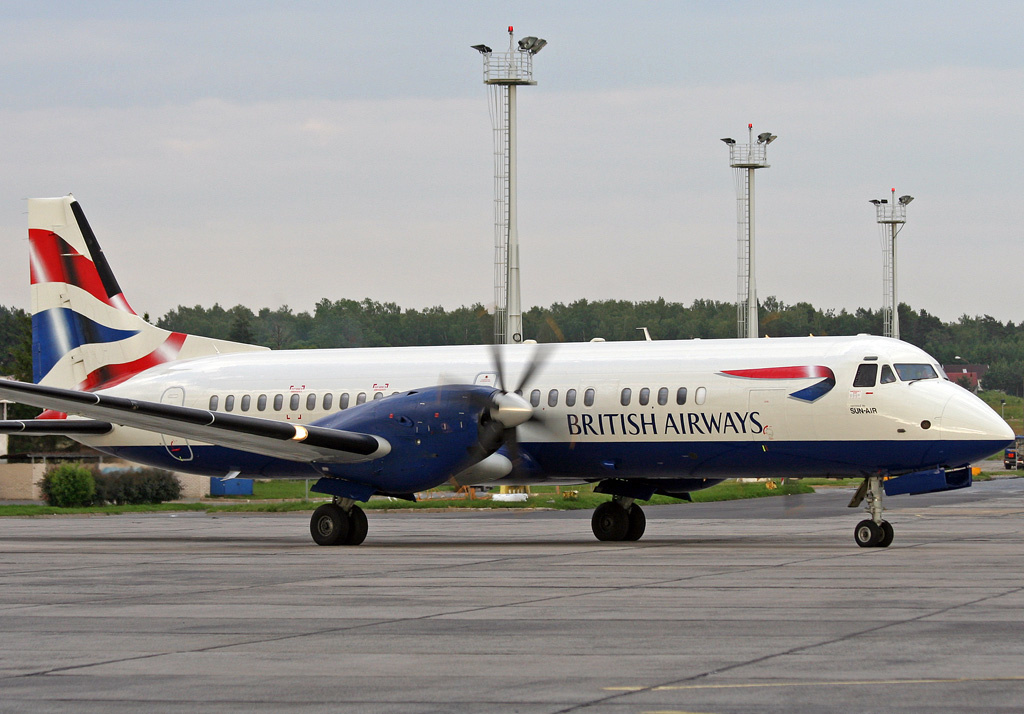
Um ATP da Sun Air of Scandinavia, uma subsidiária da British Airways, em 2006

### Operadores atuais
- Nextjet
- West Air Europe – Luxemburgo
- West Air Europe – Suécia
- West Atlantic – cargueira
- Deraya Air Taxi

### Operadores anteriores

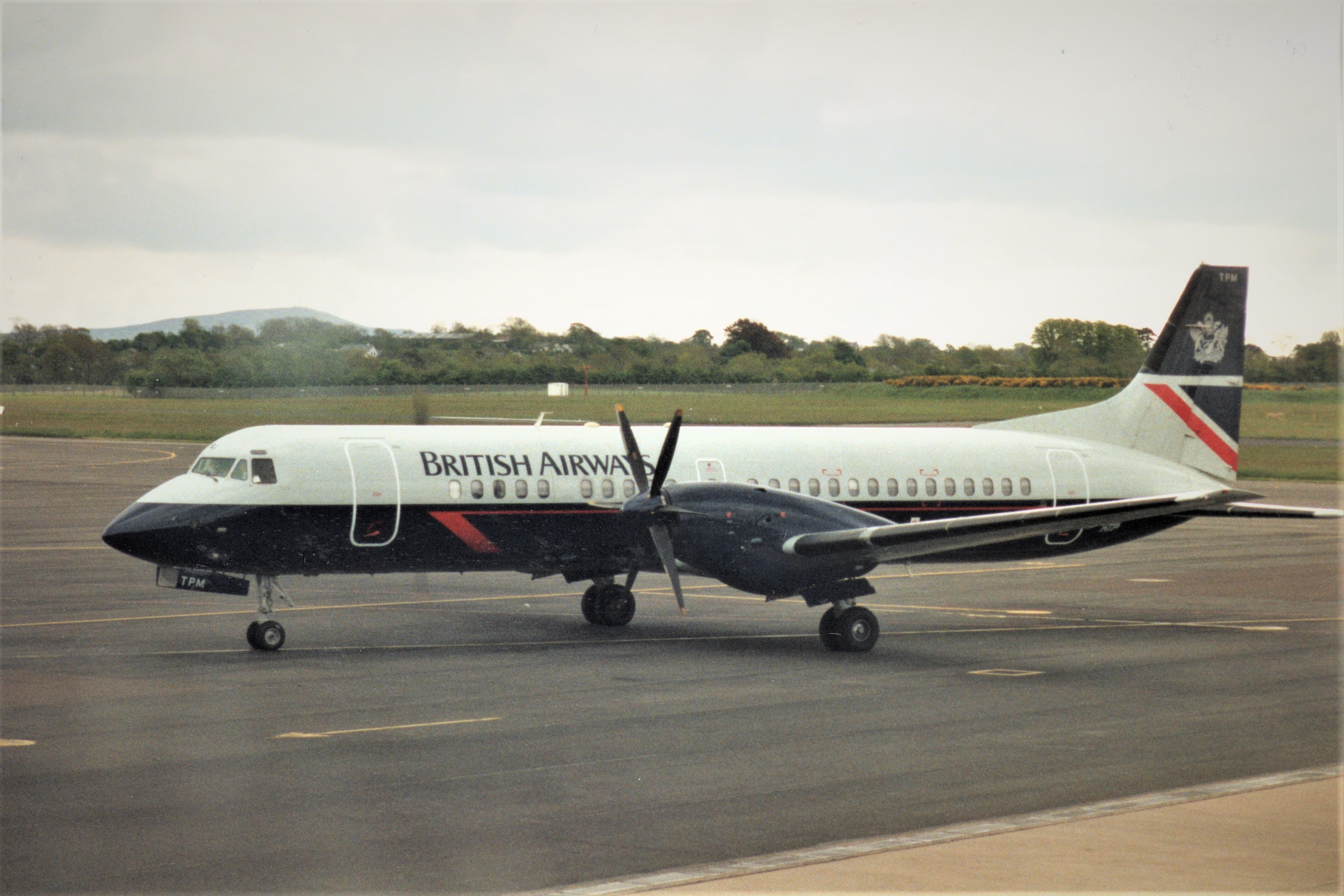
Um ATP da British Airways no Aeroporto de Dublin em Maio de 1994.

- Air Wisconsin (operando como United Express) - único operador norte-americano do ATP
- Asian Spirit
- Biman Bangladesh Airlines
- British Airways
- British Midland
- British World Airlines
- Loganair
- Manx Airlines
- Merpati
- SATA Air Açores
- Sun Air of Scandinavia
- Aireuropa Express
- United Express (operado pela Air Wisconsin)

## Acidentes e incidentes notáveis
- Em 19 de Abril de 1997, o voo 106 da Merpati Nusantara Airlines perdeu o controle a 2.000 pés na aproximação para o aeroporto de Tanjung Pandan-Bulutumbang na Indonésia. 15 pessoas morreram e 43 sobreviveram à queda, sendo este o segundo pior acidente envolvendo este modelo de aeronave.
- No dia 11 de Dezembro de 1999, o voo 530 da SATA Air Açores se acidentou em uma montanha na Ilha Sao Jorge, Açores, Portugal em um curto voo. Todos os 35 passageiros e tripulação morreram na queda. Este foi o pior acidente envolvendo o ATP.